# St. Johannes Baptist (Wewer)

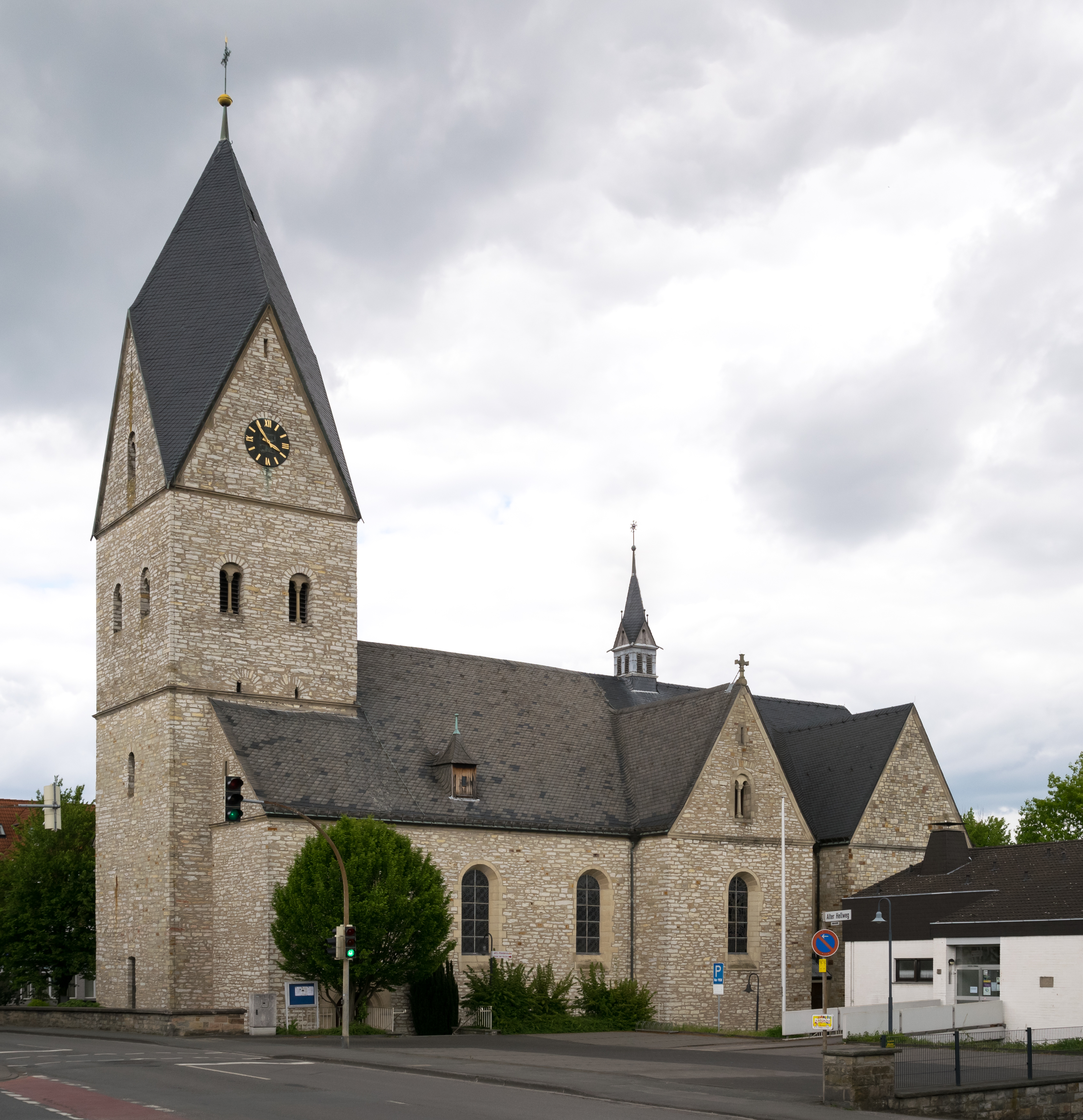
St. Johannes Baptist

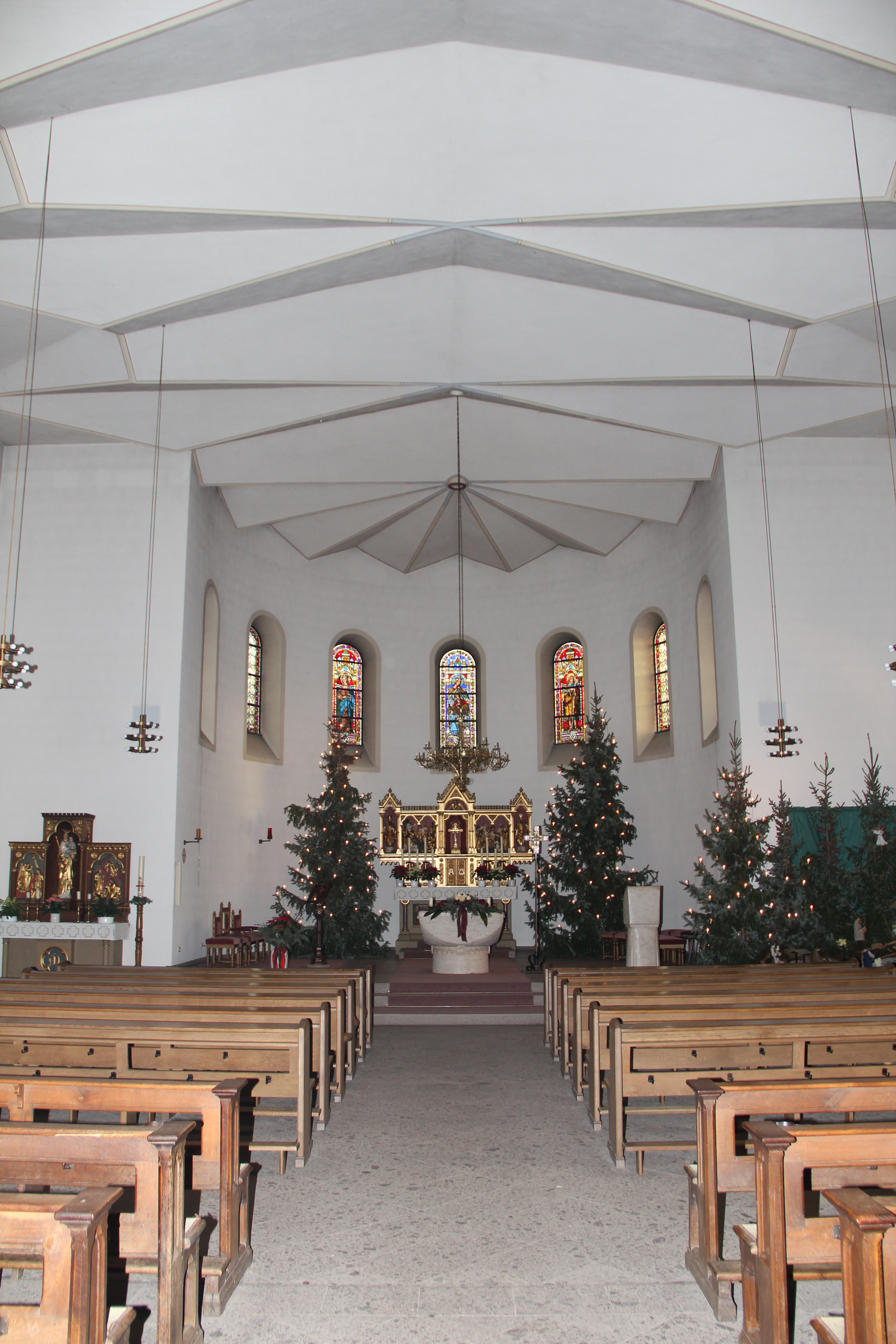
Wewer: Innenansicht von St. Johannes Baptist in der Weihnachtszeit

Die katholische Pfarrkirche St. Johannes Baptist ist ein denkmalgeschütztes Kirchengebäude in Wewer, einem Stadtteil von Paderborn im Kreis Paderborn (Nordrhein-Westfalen).
Der Neubau der Kirche erfolgte 1885 durch den Dombaumeister Arnold Güldenpfennig. Zur gleichen Zeit wurde der schlichte romanische Turm erhöht. Zur Ausstattung gehören eine geschnitzte Figur des Hl. Johannes Baptist vom Anfang des 16. Jahrhunderts und ein Vesperbild vom Anfang des 18. Jahrhunderts. Ein Kelch mit emaillierten Rotuln und einem kraftvollen Nodus ist bemerkenswert. 2001 wurde eine Orgel der Firma Rieger eingebaut.
Das Geläut besteht aus drei Gussstahlglocken im Westturm von 1922, gestimmt auf f', as' und ces'' und einer Kleppglocke im Dachreiter.